# Mitsubishi Dignity

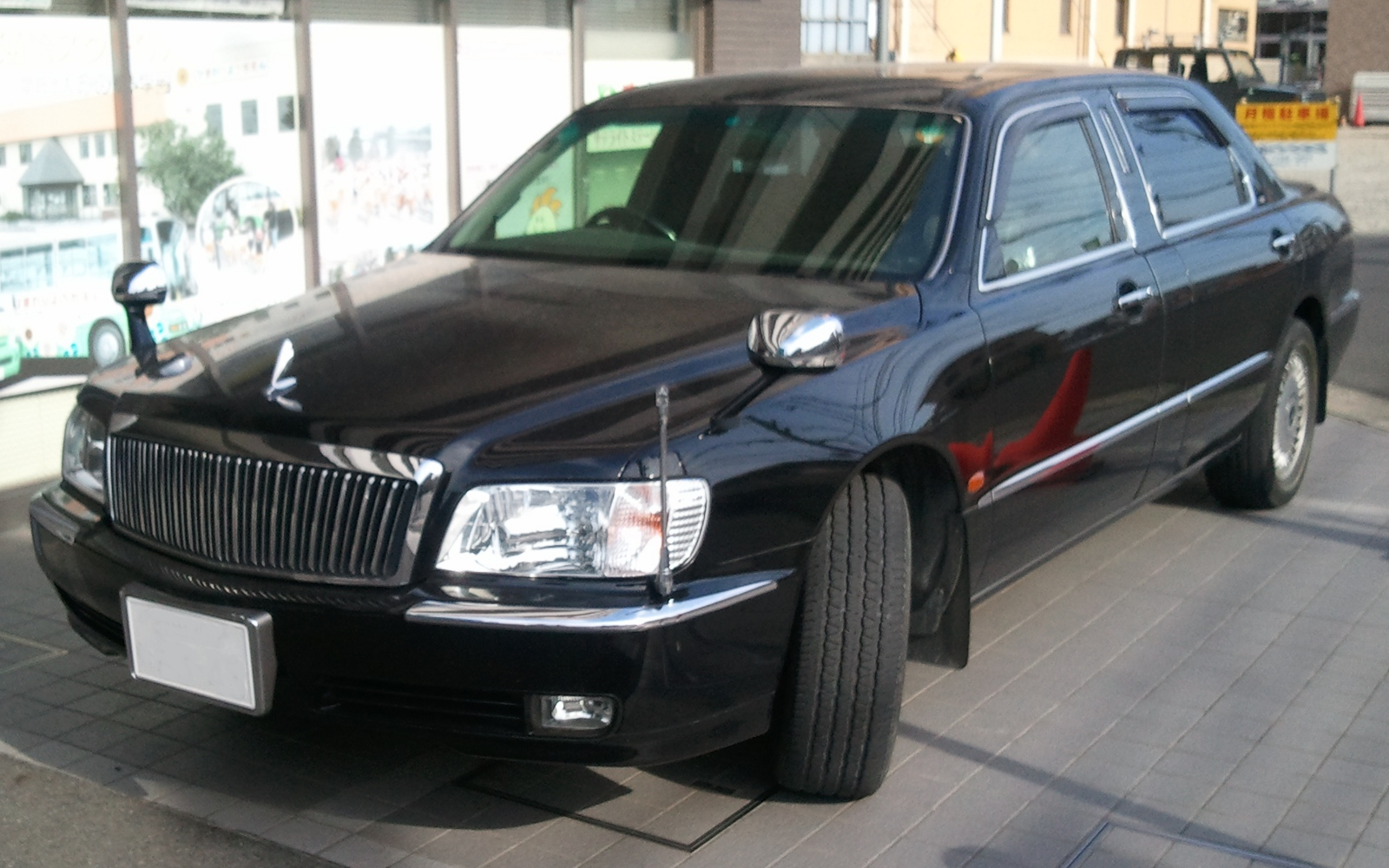
Mitsubishi Dignity, eerste generatie

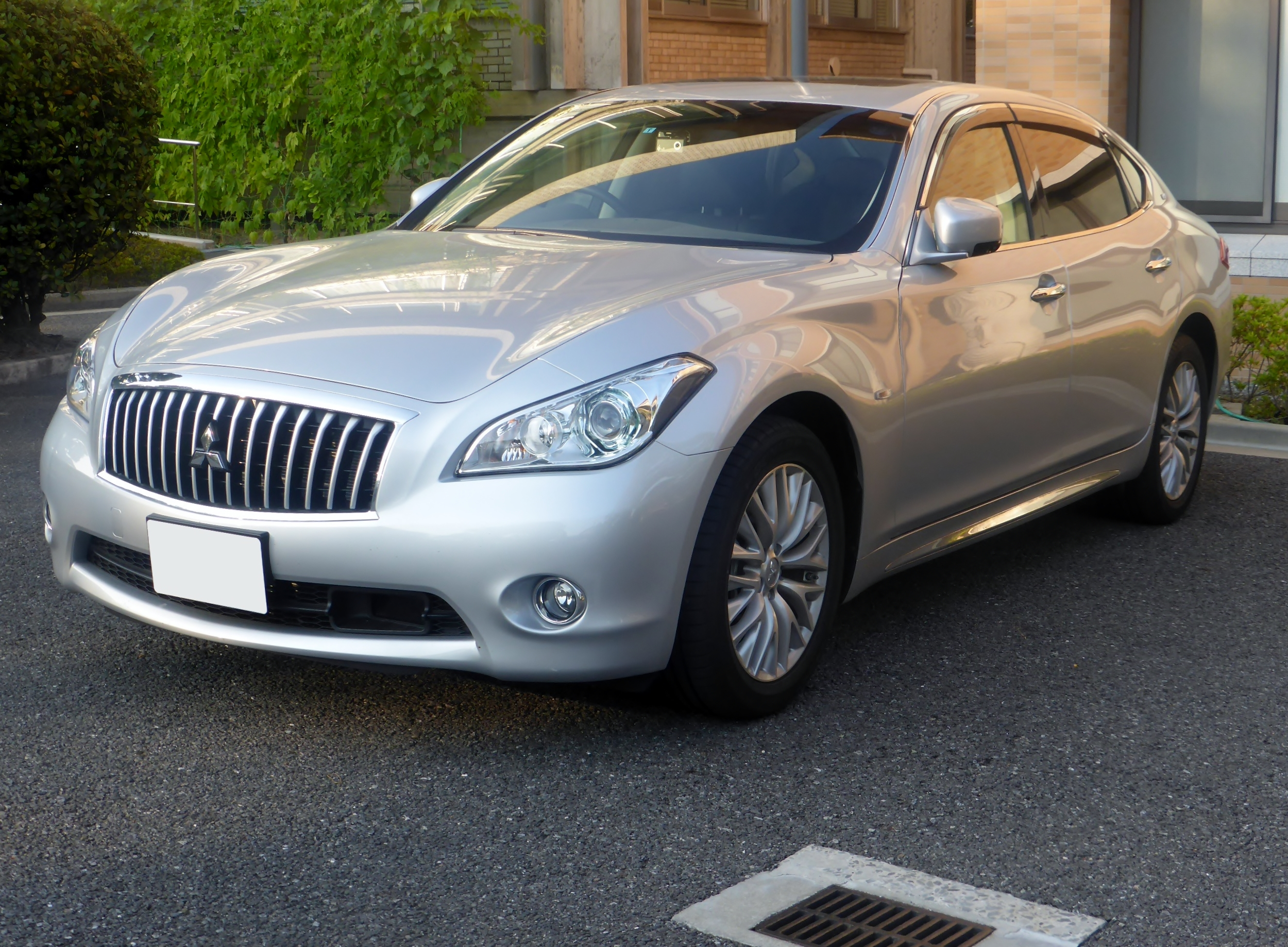
Mitsubishi Dignity, tweede generatie

De Dignity is een model in de automobiele topklasse van het Japanse Mitsubishi Motors. De Dignity deelt de basis met Mitsubishi Proudia, maar is licht verlengd. De verlengde carrosserie maakt hem bijzonder geschikt voor gebruik met chauffeur. De eerste generatie werd gevoerd van 1999 tot 2001 en beschikt over gescheiden, separaat verstelbare zitplaatsen achterin. De tweede generatie werd geïntroduceerd in 2012 en is gebaseerd op de Infiniti Q70/Nissan Fuga.
Prins Akishino, tweede zoon van keizer Akihito van Japan, laat zich veelvuldig rijden in een Dignity van de eerste generatie.
Huidige modellen:
380 ·
Adventure ·
ASX ·
Challenger/Pajero Sport ·
Colt ·
Delica ·
Eclipse ·
eK ·
Endeavor ·
Freeca ·
Galant ·
Grandis ·
i ·
Jolie ·
Kuda ·
L200 ·
Lancer ·
Lancer Evo ·
Maven ·
Minica ·
Nativa ·
Outlander ·
Pajero ·
Pajero iO ·
Pajero Mini ·
Pajero Pinin ·
Raider ·
Space Gear ·
Strada ·
Town Box ·
Triton ·
Zinger
Historische modellen:
360 ·
3000GT ·
500 ·
Airtrek ·
Aspire ·
Carisma ·
Chariot ·
Cordia ·
Debonair ·
Diamante ·
Dignity ·
Dingo ·
Dion ·
Emeraude ·
Eterna ·
Expo ·
Forte ·
FTO ·
Galant GTO ·
Galant VR-4 ·
Jeep CJ-3B ·
Galant Lambda ·
GTO ·
Lancer 1600 GSR ·
Legnum ·
Libero ·
L200 ·
Magna ·
Mirage ·
Model A ·
Nimbus ·
Pajero Junior ·
Pistachio ·
Proudia ·
RVR ·
Sapporo ·
Sigma ·
Space Runner ·
Space Wagon ·
Space Star ·
Starion ·
Toppo ·
Tredia ·
Verada
Conceptauto's:
Concept CT MIEV ·
Concept D-5 ·
Concept EZ MIEV ·
Lancer Evolution ·
HSR ·
i ·
SE-RO ·
SST ·
Tarmac